# In vivo
In vivo (буквален превод от лат.: в (на) живо), тоест „вътре в жив организъм“ или „вътре в клетката“.
В науката in vivo означава провеждане на експерименти върху (или вътре в) жива тъкан при жив организъм. Това значение на термина изключва използването на части от жив организъм (както например се прави при тестове in vitro) или използване на мъртъв организъм. Форми на изследвания in vivo са тестване върху животни и клинични изпитвания.
Английският микробиолог проф. Хари Смит (Harry Smith) и негови колеги през средата на 50-те години на миналия век откриват, че стерилни филтрати на серума от животни, заразени с Bacillus anthracis, са смъртоносни за други животни, докато екстракти от културална (хранителна) течност от същата бактерия, отгледана „in vitro“, не са смъртоносни. Това откритие на антраксния токсин чрез използването на „in vivo“ експерименти оказа голямо влияние върху изследванията на патогенезата на инфекциозните заболявания.
Съществува максимата in vivo veritas ("в живото [същество] е истината"), която се използва за този вид експерименти и представлява заиграване с известната поговорка „in vino veritas“ („във виното е истината“).

## Употреба на термина
При използването на латински термини в текст, в това число in vitro и in vivo, обикновено те се пишат с курсивен шрифт.